# 金坚范
金坚范（1942年12月—），男，上海松江人，中国作家，曾任中国作家协会书记处书记，中华民族文化促进会副主席。